# نوی گارتس
نوی گارتس (به آلمانی: Neu Gaarz) یک منطقهٔ مسکونی در آلمان است که در یابل واقع شده‌است. نوی گارتس  ۸۷ نفر جمعیت دارد.